# Пхансо
Пхансо́ (кор. 判書, 판서; МФА: [pʰansʌ]) — міністр, голова міністерства в уряді корейських династій Корьо і Чосон. Як посада започаткована 1275 року. В системі чиновницьких рангів Корьо займав 3 старший ранг, в Чосоні з 1405 року — 2 старший ранг. Допускався до палацу вана Чосону і брав участь у засіданнях Державної ради. Займався адмініструванням роботи міністерства. Протягом існування династії Чосон існувало шість міністерств, які очолювалися головами пхансо.